# Kortstaartsluiptimalia
De kortstaartsluiptimalia (Gypsophila brevicaudata synoniem: Napothera brevicaudata) is een zangvogel uit de familie Pellorneidae.

## Verspreiding en leefgebied
Deze soort komt voor in Zuidoost-Azië en telt zeven ondersoorten:
- G. b. striata: van noordoostelijk India tot zuidwestelijk Myanmar.
- G. b. brevicaudata: van noordelijk Thailand tot zuidwestelijk Myanmar.
- G. b. stevensi: zuidelijk China en noordelijk Indochina.
- G. b. proxima: zuidelijk Laos en centraal Vietnam.
- G. b. rufiventer: Lang Biang Plateau (het zuidelijk-centraal Vietnam).
- G. b. griseigularis: zuidoostelijk Thailand en zuidwestelijk Cambodja.
- G. b. leucosticta: zuidelijk Thailand en Maleisië.

## Status
De grootte van de populatie is niet gekwantificeerd maar de soort wordt omschreven als algemeen. Op de Rode lijst van de IUCN heeft deze soort de status niet bedreigd.